# Magyar Állami Földtani Intézet
A Magyar Állami Földtani Intézet (MÁFI) Magyarország legrégibb tudományos kutatóintézete volt. 2012. április 1-jén beolvadt az akkor alakult Magyar Földtani és Geofizikai Intézetbe (rövidítve MFGI).
Állami költségvetésből finanszírozott feladatait végrehajtva független, hiteles szakértőként segítette a törvényhozás, az államigazgatás és az önkormányzatok munkáját. Folyamatosan együttműködött a Kárpát-medence és Európa szakmai szervezeteivel.

## Története
1869-ben létesült Magyar Királyi Földtani Intézet néven. Alapító okiratát I. Ferenc József látta el kézjegyével. Munkatársainak száma 2007-ben 113 fő volt, köztük 72 kutató (geológus, bányamérnök, térképész, hidrogeológus, vegyész, geofizikus, geográfus). 2012. április 1-én beolvadt a Magyar Állami Földtani Intézet és az Eötvös Loránd Geofizikai Intézet összevonásával megalakult Magyar Földtani és Geofizikai Intézetbe (MFGI).
A Magyar Földtani és Geofizikai Intézetet az 1009/2017. (I. 11.) kormányhatározat valamint a 161/2017. (VI.28.) kormányrendelet alapján 2017. július 1-én összevonták a Magyar Bányászati és Földtani Hivatallal, és ezzel létrejött a Magyar Bányászati és Földtani Szolgálat (MBFSZ).
A 2021. évi XXXII. törvény alapján 2021. október 1-től a Szabályozott Tevékenységek Felügyeleti Hatóságának része.

## Épülete

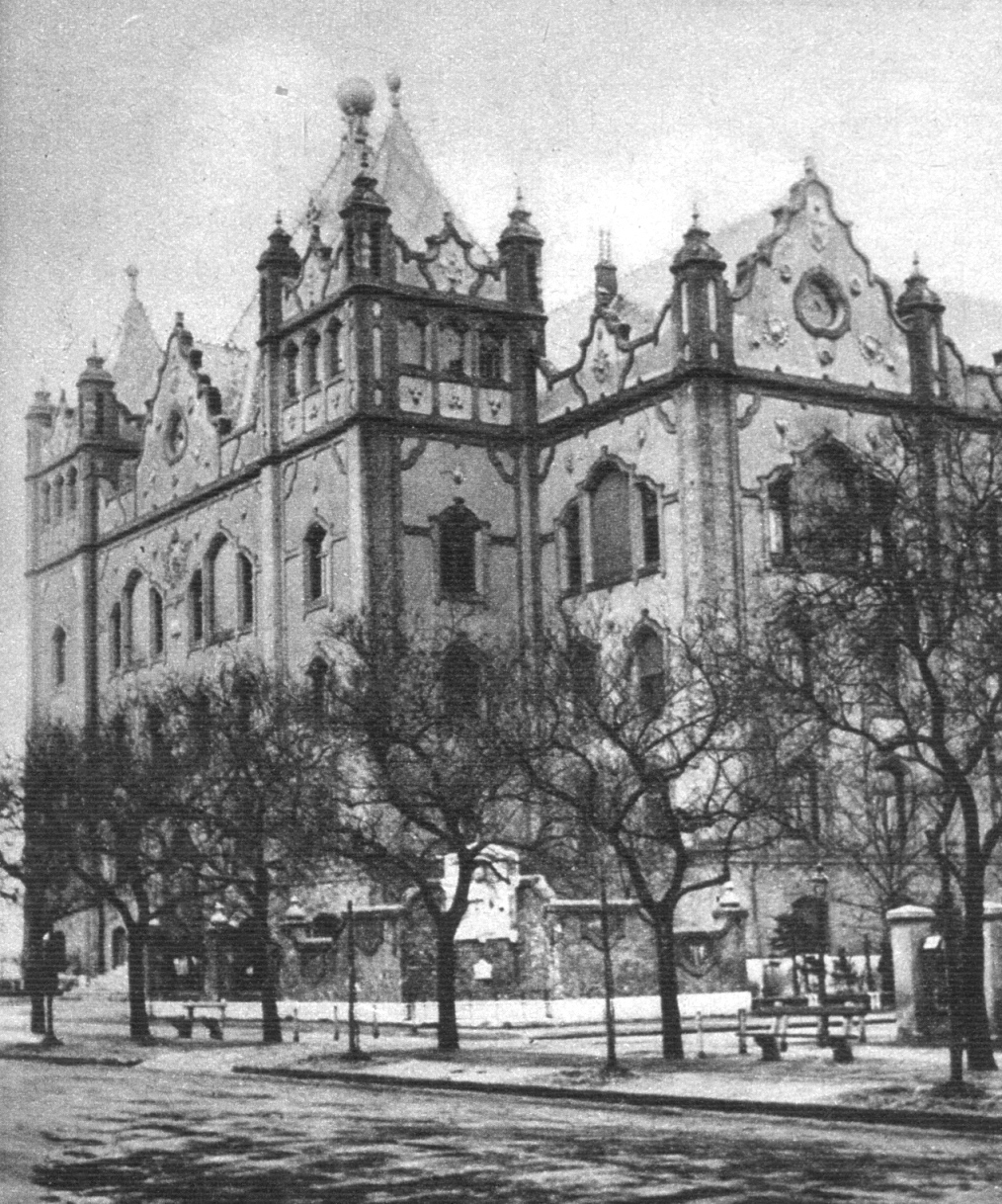
A Földtani Intézet

Műemléki védelem alatt álló szecessziós székháza Budapest XIV. kerületében, a Stefánia út 14. sz. alatt található, a Puskás Aréna és a Papp László Budapest Sportaréna közvetlen szomszédságában. Az épület Lechner Ödön tervei szerint, Hauszmann Sándor irányításával készült el 1898-1899-ben. Létrehozásához a kormányon és a fővároson kívül Semsey Andor járult hozzá jelentős adománnyal.

## Fő feladatai
Fő feladatai az alábbiak voltak:
- az ország területének geológiai feltérképezése,
- alapadatok szolgáltatása a gyakorlati célú kutatás, a tervezés és a döntés-előkészítés számára;
- vízföldtani, környezetföldtani, agrogeológiai, geokémiai, vízkémiai, mérnökgeológiai és egyéb gyakorlati célú kutatások, fejlesztések; céltérképek, földtani modellek készítése;
- ásványi nyersanyagkészletek kiértékelése, új nyersanyagkutatási lehetőségek feltárása,
- hatástanulmányok készítése,
- földtani adatbázis fenntartása és fejlesztése,
- a nemzetgazdaság és az állampolgárok informálása.

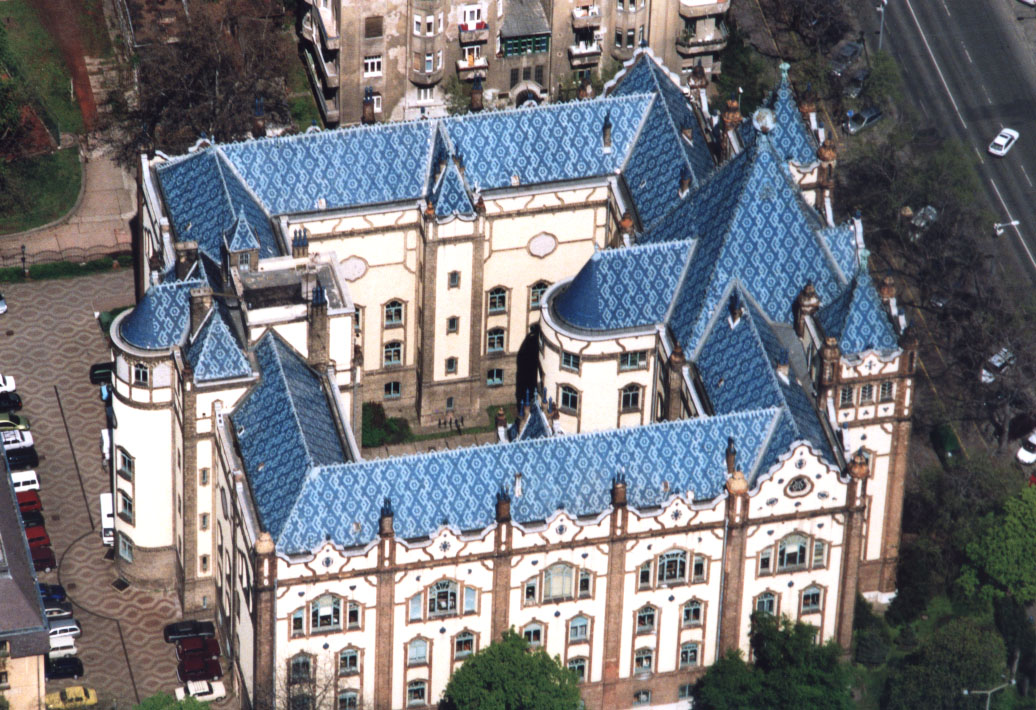
Az intézet légifotója

## Kiadványai
- Magyar Állami Földtani Intézet évi jelentése
- Magyar Állami Földtani Intézet Évkönyv
- Geologica Hungarica
- Alkalmi kiadványok, térképek, magyarázók.